# Полет 935 на „Ийстърн Еър Лайнс“
Полет 935 на „Ийстърн Еър Лайнс“ е редовен международен пътнически полет от международното летище „Нюарк Либърти“, Нюарк, Ню Джърси, Съединените американски щати, до международното летище „Луис Муньос Марин“, Сан Хуан, Пуерто Рико, управляван от „Ийстърн Еър Лайнс“. На 22 септември 1981 г. самолетът „Локхийд L-1011-385-1 Трайстар“, който изпълнява полета, претърпява неконтролируема повреда на двигатели № 2, което води до загуба на 3 от 4-те хидравлични системи на височина от 3000 м.
Екипажът поисква разрешение за аварийно снижаване и кацане на международното летище „Джон Ф. Кенеди“ в Ню Йорк. Разрешението е дадено и екипажът започва да изхвърля гориво, за да достигне оптималното тегло за кацане. Самолетът е приземен безопасно с ограничено използване на външните спойлери, вътрешните елерони и хоризонталния стабилизатор, плюс диференциалната мощност на останалите два двигателя. В инцидента няма пострадали.
Самолетът е ремонтиран, върнат в експлоатация и така обслужва полети до 1988 г. През 1989 г. е продаден на „Еър Трансат“ и пререгистриран като C-FTNB, но е бракуван през 2001 г.